# Могодичане
Могодича́не (англ. Mogoditshane) — небольшой город в юго-восточной части Ботсваны, расположен на территории округа Квененг.

## Географическое положение
Город расположен в юго-восточной части округа, на высоте 1022 м над уровнем моря. Входит в состав подокруга Восточный Квененг.

## Население
По данным переписи 2011 года население города составляет 57 637 человек
Динамика численности населения города по годам:
| 1981  | 1991   | 2001   | 2011   | 2013   |
| ----- | ------ | ------ | ------ | ------ |
| 3 125 | 14 246 | 32 843 | 57 637 | 64 256 |

## Спорт
Имеет свой футбольный клуб «Могодичане Файтерс».